# Claude Covassi
Claude Covassi (19 de marzo de 1970 - 8 de febrero de 2013) fue un criminal e informante de los servicios de inteligencia suizos.

## Biografía

### Informante policial y condenas
Fue instructor de boxeo tailandés y colaborador de la policía de Ginebra en calidad de agente provocador e informante, participante en operaciones encubiertas vinculadas al narcotráfico. Se le atribuye haber contribuido a la prevención de un posible atentado contra la aerolínea israelí El Al en el aeropuerto de Ginebra en diciembre de 2005.
En abril de 2006 fue condenado a ocho meses de prisión, con la pena suspendida, por tráfico de esteroides anabólicos. Según las investigaciones, esta actividad estaba relacionada con las clases de boxeo que impartía en 2002.

### Operación Memphis
En 2004 fue reclutado por el Servicio de Análisis y Prevención (fusionado en 2010 con el Servicio de Inteligencia Estratégica, dentro del Servicio de Inteligencia Suizo) para espiar al Centro Islámico de Ginebra, en el marco de la Operación Memphis.
Con el nombre en clave de "Menes" por los servicios que lo reclutaron en 2004, debía introducir en el ordenador del Centro Islámico documentos que permitieran demostrar un vínculo entre Hani Ramadan y Al-Zawahiri, el número 2 de Al-Qaeda. Pero, a punto de convertirse al islam se sintió en contradicción con su nueva fe, tras haberse convertido primero por orden, luego sinceramente. Luego reveló lo contrario: elementos musulmanes manipulados fueron utilizados como fachada por los servicios de inteligencia para perpetrar atentados. El 11 de diciembre de 2006 informó a Hani Ramadan de su misión, además, desencadenó el sonado escándalo de la Operación Memphis que involucró a este último.
El 8 de mayo de 2006 su caso fue objeto de un interrogatorio ante el Consejo Nacional (Suiza) por parte del diputado Ueli Leuenberger.
El 18 de diciembre de 2006, pocos días después de la primera audiencia del ex informante, al consejero nacional Ueli Leuenberger le robaron el maletín en un andén de Ginebra. Dentro se encontraban su ordenador portátil, un montón de cartas a su nombre y los documentos que le había entregado Claude Covassi. Leuenberger organizó una reunión entre Covassi y Dick Marty. A otro parlamentario que también siguió el caso, el consejero nacional de Zúrich Daniel Vischer, presidente del Comité de Asuntos Jurídicos Comisión Parlamentaria de Asuntos Jurídicos (Suiza), también le robaron su maletín.
Tras una investigación de la comisión de gestión del parlamento algunas de sus declaraciones no han sido probadas.

### Después del caso
Tras el caso trabajó durante un tiempo para el Servicio de Inteligencia Estratégica
Posteriormente fundó el sitio web mecanopolis.org.
Según informes falleció por una sobredosis en el domicilio de un tercero.
Cercano a la Red Voltaire, iba a publicar una investigación sobre la UCK y el PJAK que su muerte en el año 2013 impidió.